# Divisão do Mar Báltico
A Divisão do Mar Báltico (em alemão:  Ostsee-Division) foi uma unidade militar alemã de 10.000 homens comandados por Rüdiger von der Goltz. Durante a Guerra Civil Finlandesa, ela desembarcou em Hanko e seguiu até Helsinque e Lahti.
A divisão foi solicitada pelo Senado de Vaasa finlandês para ajudar os Brancos.